# Song to Say Goodbye
Singles de Placebo
Twenty Years Because I Want You
Song to Say Goodbye est une chanson du groupe de rock Placebo. C'est la treizième et dernière piste de l'album Meds ; elle fut réalisée en single.
Song to Say Goodbye a été écrite par Brian Molko alors en Inde pour se ressourcer, pour « essayer de changer mon style de vie. Je voulais me faire comprendre à moi-même que je ne devais pas devenir un cliché rock'n'roll et que le monde n'a pas besoin d'une autre rock star morte. Je l'ai écrite comme une lettre à moi-même. ».
Trois ans auparavant, Placebo faisait déjà implicitement part dans This Picture qu'il était temps de se débarrasser de l'image qu'il avait porté jusqu'alors. On peut également rappeler ici les chansons Commercial For Levi et Narcoleptic dans le même registre. Dans Song to Say Goodbye le procédé est plus évident : Brian Molko s'exhorte de changer de mœurs, d'oublier « la seringue » qui cause « des dommages » (on notera ici l'allusion à Neil Young dans les paroles avec The Needle and the Damage Done). Placée en toute fin de disque et néanmoins premier single, le message est clair : Placebo n'est (ou ne sera) plus le même.

## Liste des titres du single
1. Song to Say Goodbye
2. 36 Degrees (live Wembley Arena)
3. Because I Want You (remix)
4. Because I Want You (remix)

## Le Clip
Le clip de la chanson, écrit et réalisé par Philippe André en décembre 2006, se base sur une nouvelle lecture des paroles de la chanson. Il a une forme de court métrage narratif et montre un enfant de 8 ans qui conduit une voiture dans Los Angeles, un homme est assis à l'arrière, hagard. Puis l'enfant promène cet homme dans la rue, le nourrit. Les rôles sont renversés. L'enfant prend en charge l'adulte. Le film raconte le quotidien de cet étrange tandem. Le clip dure 4 minutes filmé à Los Angeles, en 35mm, couleur. Placebo a tellement aimé ce clip que le groupe a accepté de remixer la chanson pour que Philippe André puisse réaliser une version court métrage de 10 minutes. Ce court métrage a été diffusé par Virgin en DVD en Juin 2006. 

## Reprises
La chanson a été reprise par le groupe de post-black metal Harakiri for the Sky sur l'album Plus sortie en 2021.